# Once Upon a Time in Shaolin
Once Upon a Time in Shaolin est un double album du Wu-Tang Clan enregistré entre 2008 et 2013 et produit à un seul exemplaire.
L'exemplaire unique a été vendu en 2015 aux enchères pour 2 millions de dollars, un record. L'acquéreur s'est révélé être l'homme d'affaires Martin Shkreli, lequel l'a revendu en 2017 pour moitié moins cher. Un accord juridique entre la personne qui possède le disque et le groupe indique que l'album ne peut être exploité commercialement avant 2103, bien qu'il puisse être diffusé gratuitement.
En 2017, Martin Shkreli, embourbé dans ses problèmes judiciaires, décide de mettre en vente l'album sur eBay. Il est vendu en septembre 2017 pour 1 million de dollars.
L'authenticité de l'album a été plusieurs fois remise en cause. Domingo Neris, manager de U-God, affirme que Once Upon a Time in Shaolin « n’est pas un album autorisé du Wu-Tang Clan. […] Et ce ne l’a jamais été ». James Ellis, le manageur de Method Man, est sur la même longueur d'onde et précise que les couplets présents sur Once Upon a Time in Shaolin « étaient destinés à un album de Cilvaringz. […] Comment est-ce que c’est devenu un album du Wu-Tang à partir de là ? Nous n’en avons aucune idée ». Killa Sin, membre de la famille « Wu Fam », était lui aussi présent lors des sessions d’enregistrement avec le producteur Cilvaringz et ne pensait pas travailler sur un album du Wu-Tang : « La façon dont ça a été présenté, c’était pensé pour être son album, il voulait que je fasse quelques trucs pour lui ».